# Stazione di Emmenbrücke Gersag
La stazione di Emmenbrücke Gersag è una fermata ferroviaria della linea Olten-Lucerna, a servizio del quartiere di Gerseg di Emmen e dello stadio della squadra di calcio locale. La fermata si trova nel tratto in comune tra la ferrovia per Olten e la Seetalbahn, diretta a Lenzburg.

## Strutture e impianti

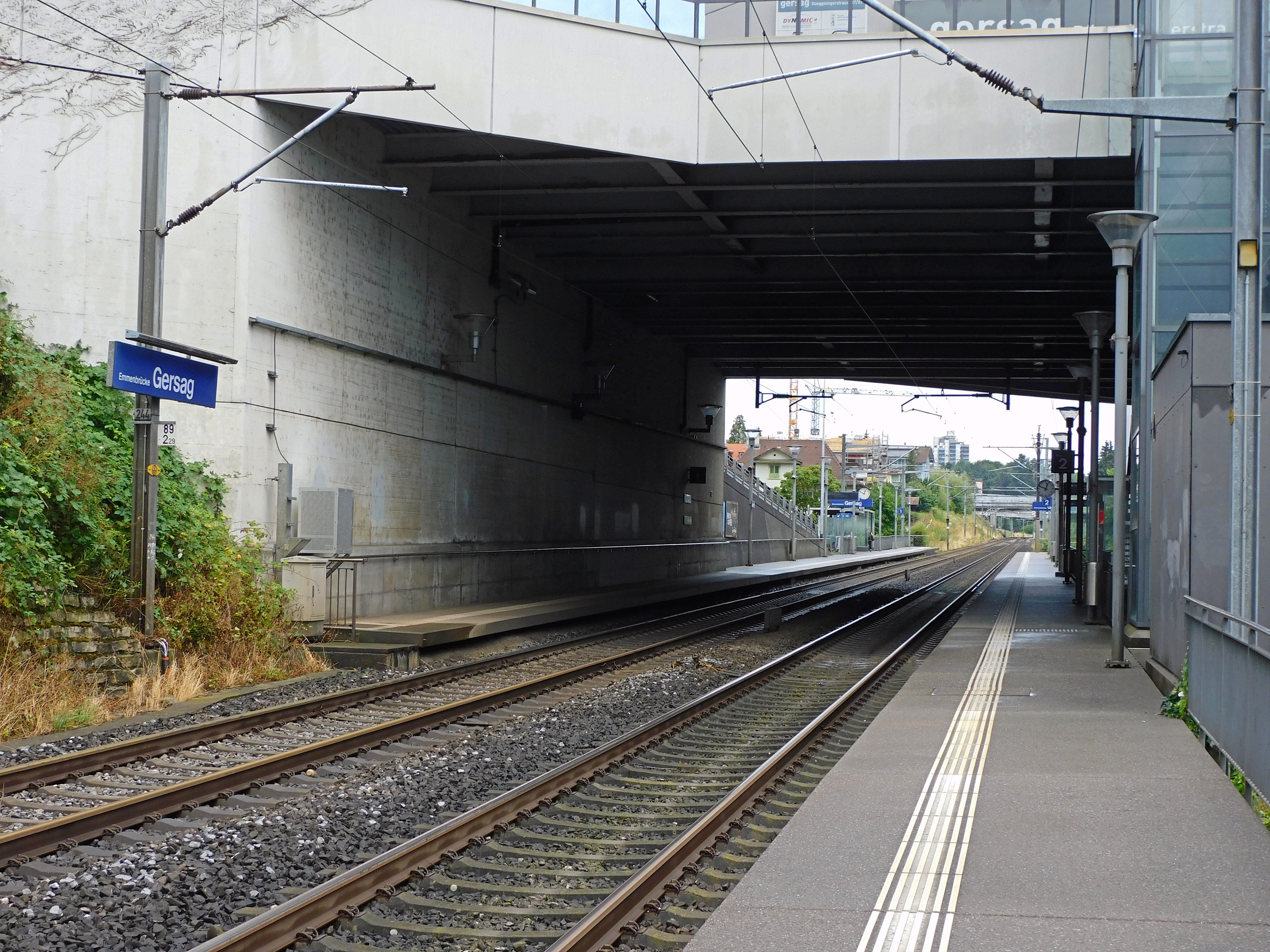
Il piazzale binari della fermata

La fermata è composta dai due binari di corsa della linea ferroviaria. L'accesso da parte dell'utenza di entrambi i binari è garantito da marciapiedi, collegati tra loro da ascensori e scale.
L'impianto è sovrastato parzialmente da un centro commerciale.

## Movimento
La stazione è servita dalle seguenti linee della rete celere di Lucerna:
- S1 (Baar-Lucerna-Sursee)
- S9 (Lucerna-Lenzburg)

## Servizi
- Biglietteria automatica
- Sala d'attesa
- Negozi

## Interscambi
- Autobus urbani